# Jean Coustel
 (juin 2008).
Jean Coustel, né dans la dernière moitié du XVIIe siècle à Rouen où il est mort en 1750, est un peintre paysagiste français.
Reçu maître du métier de peinture à Rouen le 29 octobre 1694, Jean Coustel fut, ainsi qu’il y a tout lieu de le présumer, élève du peintre flamand Francisque Millet, qui vint Paris sous le règne de Louis XIV et fut reçu membre de l’Académie.
Coustel avait si bien saisi la manière de Millet, que beaucoup de ses tableaux, qu’il avait eu le tort de ne pas signer, ont passé pour être l’œuvre du pinceau de Millet. Coustel, dit Guilbert dans ses Mémoires Biographiques, se fait remarquer dans ses toiles par une touche moelleuse et une grande entente de la perspective.
Coustel, auquel on doit plusieurs tableaux d’église, fut aussi occupé pendant quelques années à décorer de ses peintures, ainsi qu’il était alors d’usage, un grand nombre de maisons particulières de Rouen. Les amateurs savent reconnaître la manière de Coustel dans un bon nombre de tableaux de chevalet qui ne sont pas sans mérite.
On cite surtout une grande toile représentant le débarquement de saint Louis en Terre sainte, au moment où il est reçu par les religieux du Mont-Carmel. Ce tableau, qui se trouvait avant la Révolution dans le couvent des Carmes-Déchaussés de Rouen, est mentionné dans le catalogue manuscrit de Lecarpentier, sous le no 177.